# Physaria nelsonii
Physaria nelsonii är en korsblommig växtart som beskrevs av O'kane och Al-shehbaz. Physaria nelsonii ingår i släktet Physaria och familjen korsblommiga växter. Inga underarter finns listade i Catalogue of Life.